# Coco
El coco es una fruta la cual es obtenida principalmente de la especie tropical cocotero (Cocos nucifera), la palmera más cultivada a nivel mundial. Sus flores son poligamonoecias. Tiene una cáscara exterior gruesa (exocarpio), una capa intermedia fibrosa (mesocarpio) y otra interior dura, vellosa y marrón (endocarpio); que tiene adherida la pulpa blanca y aromática (endospermo). Mide de 20 a 30 cm y llega a pesar 2.6 kg.
El principal producto exportado desde las distintas zonas de cultivo es la copra sin procesar, seguida del coco desecado. En ciertos países europeos, encuentra su mejor salida el coco fresco; el protagonista indiscutible de ferias y verbenas y de común uso en múltiples preparaciones de repostería artesanal e industrial. El mercado más interesante tanto en Asia como en Europa y Norteamérica es el del agua de coco envasada; de gran aceptación y mayor demanda cada año. 
El nombre coco proviene de la era de los descubrimientos, pues a los exploradores portugueses que lo llevaron a Europa su superficie marrón y peluda con sus tres agujeros les recordaba una cara como la del fantasma de las historias sobre el Coco que se les cuenta en España y Portugal a los niños pequeños para asustarles.

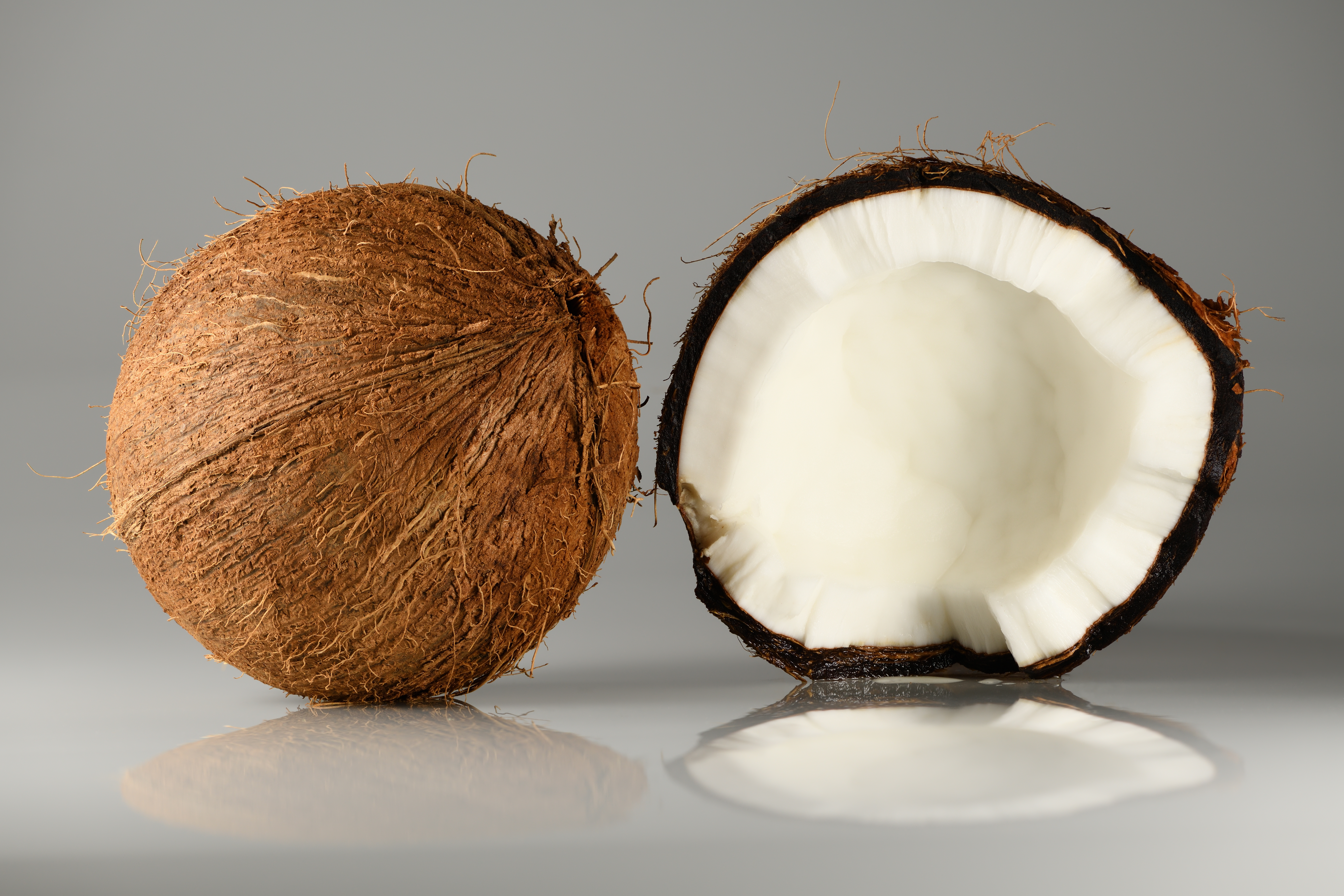
Coco

## Historia

### Origen

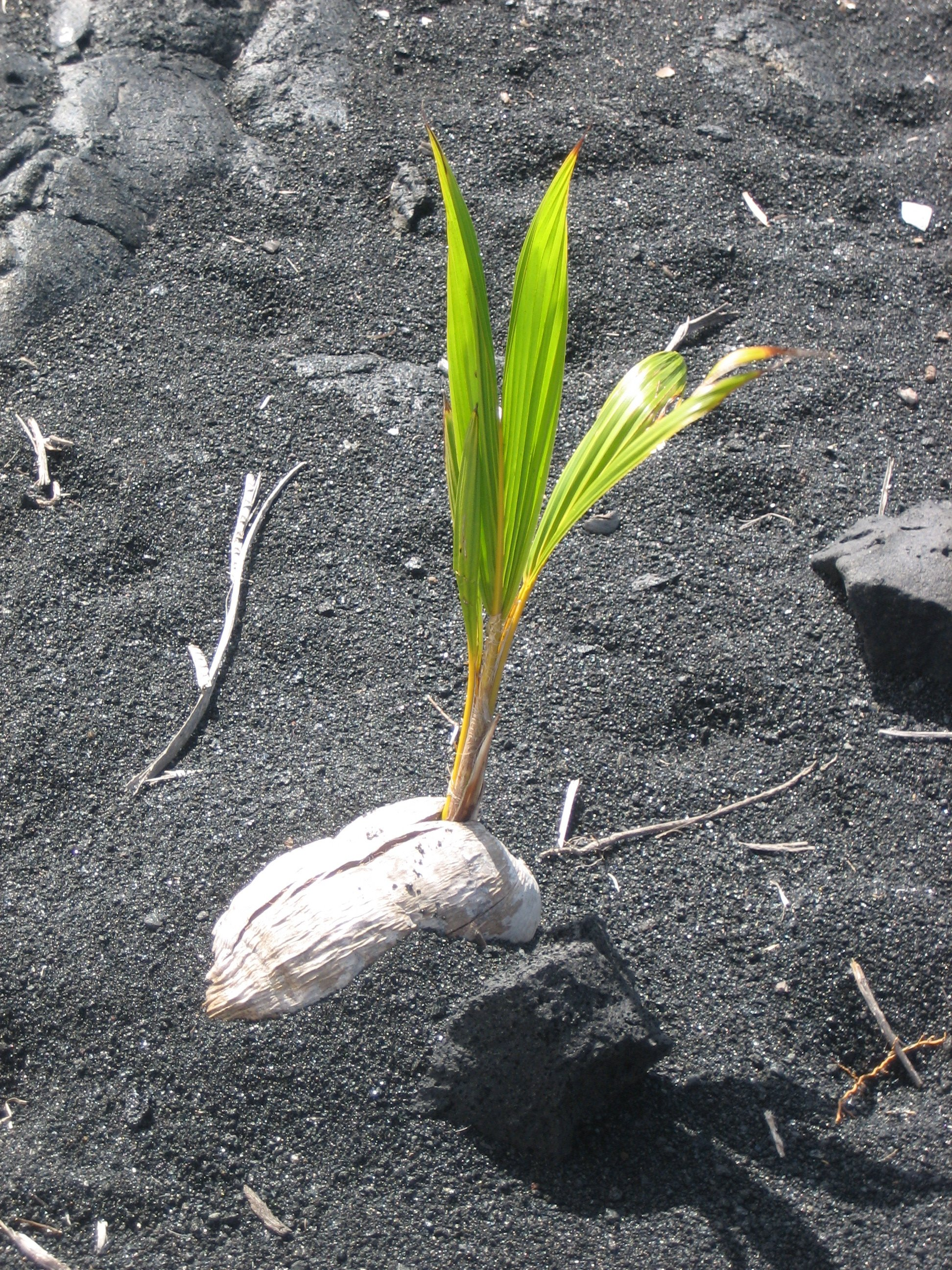
Coco en germinación

El lugar de origen del coco es un tema discutido, mientras muchos consideran que proviene de Asia del Sur, concretamente del delta del Ganges, algunos dicen que proviene del noroeste de América del Sur. Registros fósiles de Nueva Zelanda indican que plantas similares más pequeñas crecieron allí al menos hace 15 millones de años.[cita requerida]
También existen fósiles más antiguos descubiertos en Kerala, Rayastán, Thennai en Tamil Nadu a orillas del Palar, Then-pennai, Thamirabharani, el río Kaveri y laderas en la frontera de Kerala, Konaseema-Andharapradesh, Maharashtra (todo ello en la India) aunque los más antiguos conocidos provienen de Khulna, en Bangladés.[cita requerida]
Los cocos son mencionados en el poema Mahawamsa de Sri Lanka del siglo II al I a. C. El posterior Culawamasa dice que el rey Aggabodhi I (575-608) plantó un jardín de cocoteros de 3 ioyanas (unos 25 km) de longitud, probablemente la primera plantación de cocos registrada.

## Variedades
Los tipos de cocoteros de la especie tropical Cocos nucifera se clasifican en gigantes, enanos e híbridos y, dentro de cada grupo, existe un gran número de variedades. 
- Gigantes: se emplean para la producción de aceite y los frutos para consumo fresco. Su contenido de agua es elevado y su sabor poco dulce. Entre sus ventajas destacan el tamaño del fruto y el contenido elevado de copra. Las variedades gigantes más cultivadas son: Gigante de Malasia (GML), Gigante de Renell (GRL) de Tahití, Gigante del Oeste Africano (GOA) de Costa de Marfil, Alto de Jamaica, Alto de Panamá, Indio de Ceilán, Java Alta, Laguna, Alto de Sudán, etc.

- Enanos: las variedades más cultivadas son Amarillo de Malasia (AAM), Verde de Brasil (AVEB) de Río Grande del Norte, Naranja Enana de la India. Debido al buen sabor del agua y el pequeño tamaño de estos cocos, se emplean fundamentalmente para la producción de bebidas envasadas. La copra es de mala calidad.

- Híbridos: producto del cruce entre las anteriores variedades. Son frutos de tamaño mediano o grande, buen sabor y buen rendimiento de copra. El híbrido más cultivado es MAPAN VIC 14; un cruce entre Enano de Malasia y Alto de Panamá y Colombia, específicamente en la Aguacatala.

## Especies productoras de cocos comestibles
Entre las especies que producen cocos comestibles podemos encontrar a:
- Cocos nucifera
- Lodoicea maldivica
- Attalea cohune
- Jubaea chilensis

## Reproducción

### Cosecha
La cosecha del coco proveniente de la especie Cocos nucifera varía según el tipo de producción, sobre todo de febrero a julio. Si se comercializa como fruta fresca o se destina a la industria con fines de envasar agua, la cosecha se efectúa cuando el coco tiene entre 5 y 6 meses. En esta época el contenido de azúcar y agua es muy elevado y el sabor es más intenso. De todas formas, sea coco seco o coco maduro tiene una capacidad de gran duración mayor sin necesidad de ningún tipo de refrigeración, a diferencia de los cocos frescos, que duran varios días (o un mes), antes de madurarse o hacerse secos. 

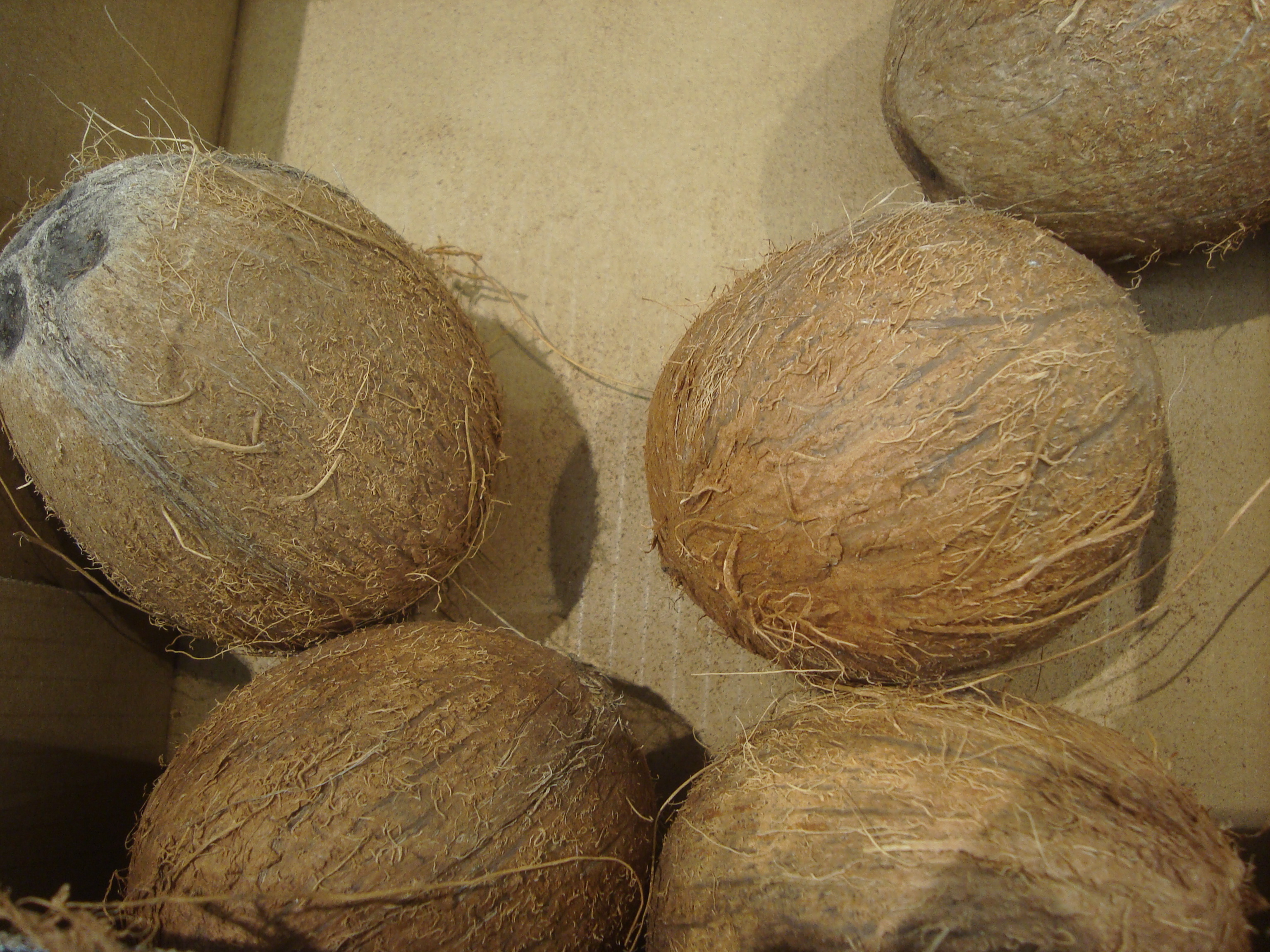
Cocos expuestos para su venta en un comercio español.

Si se destina a la producción de coco rallado, deshidratado o copra para la extracción de aceite, la cosecha se realiza cuando los cocos caen al suelo o cuando uno de los cocos de un racimo está seco. El coco rallado es utilizado como cobertor o ingrediente para pasteles o tartas. Estos cocos secos permanecen en la planta durante 13 meses.

### Producción mundial
Indonesia lideró la producción mundial de cocos provenientes de la especie Cocos nucifera en el año 2018, seguida de Filipinas, la India, Sri Lanka y Brasil.
| Lista de los 10 principales productores de coco el año 2018 | Lista de los 10 principales productores de coco el año 2018 | Lista de los 10 principales productores de coco el año 2018 | Lista de los 10 principales productores de coco el año 2018 | Lista de los 10 principales productores de coco el año 2018 |
| País | Toneladas                                                   | Nota al pie                                                 |                                                             |                                                             |
| --- | ----------------------------------------------------------- | ----------------------------------------------------------- | ----------------------------------------------------------- | ----------------------------------------------------------- |
| Indonesia | 18.555.371                                                  |                                                             |                                                             |                                                             |
| Filipinas | 14.726.165                                                  |                                                             |                                                             |                                                             |
| India | 11.706.343                                                  |                                                             |                                                             |                                                             |
| Sri Lanka | 2.623.000                                                   |                                                             |                                                             |                                                             |
| Brasil | 2.346.750                                                   |                                                             |                                                             |                                                             |
| Vietnam | 1.571.709                                                   |                                                             |                                                             |                                                             |
| Papúa Nueva Guinea | 1.221.080                                                   |                                                             |                                                             |                                                             |
| México | 1.158.471                                                   |                                                             |                                                             |                                                             |
| Tailandia | 885.751                                                     |                                                             |                                                             |                                                             |
| Birmania | 557.240                                                     |                                                             |                                                             |                                                             |
| Mundo | 61.865.421                                                  |                                                             |                                                             |                                                             |
| Sin letra = dato oficial, P = dato oficial, F = estimación FAO, * = Inoficial, semioficial, C = dato calculado, A = Agregatdo (puede incluir oficiales, semioficiales o aproximaciones), Source: Food And Agricultural Organization of United Nations: Economic And Social Department: The Statistical Devision Cocoteros S.A |                                                             |                                                             |                                                             |                                                             |

## Alimentación

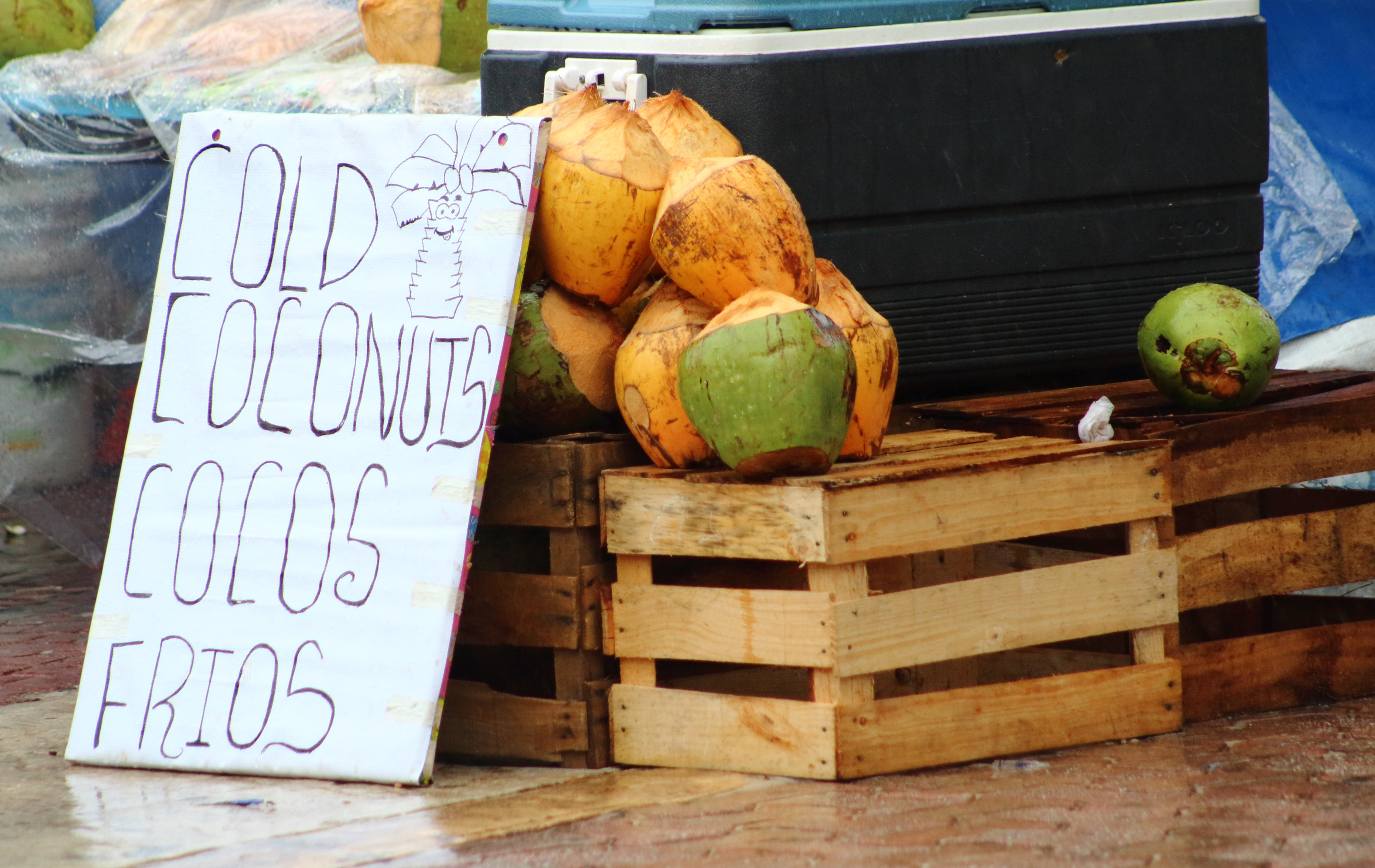
Venta de coco en Quintana Roo.

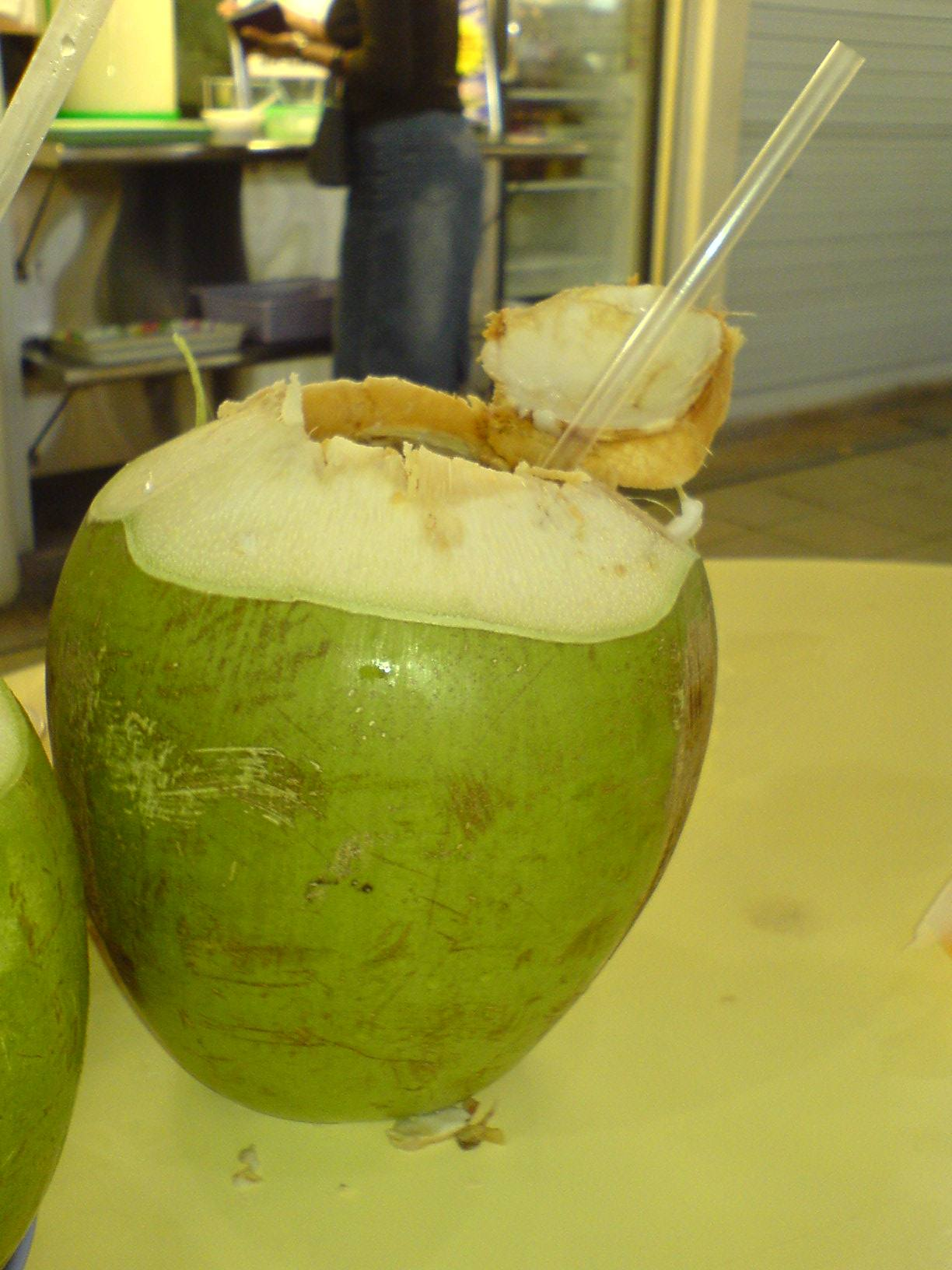
Un coco usado como recipiente para bebidas.

Debe ser característicamente aromático como el melón, aunque menos fuerte que este. Si no se oye el típico chapoteo del agua en su interior al agitarlo, es porque el coco está más que seco, pasado de maduro o seco, poco útil, solo quizás como semilla de cocotero. En dichas condiciones la pulpa suele estar rancia. El coco se conserva por dos meses. Después de abierto, se ha de consumir en el mismo día o guardarse en un recipiente tapado con agua, no más de cinco días. El coco rallado se conserva dos días en una bolsa de plástico cerrada.

### Preparación
- El coco se vende pelado en los mercados.
- Puede verificar que contiene agua agitándolo.
- Para extraer el agua localice los tres "ojos" que se hacen para facilitar el consumo; el más grande es suave y fácil de perforar con la punta de un cuchillo o cualquier objeto puntiagudo, no se requiere mucho filo.
- Encaje la punta y gire, tenga cuidado de sujetar bien el coco y no hacer movimientos bruscos, no se requiere fuerza.
- Vaciar el agua en un recipiente, es potable y de buen sabor.
- Para sacar la pulpa, un método sencillo es envolver el coco en un trapo de cocina o en una servilleta de tela más o menos gruesa, de tal forma que se pueda lanzar contra el piso sin que los fragmentos se dispersen por toda la habitación.
- Si el coco es muy tierno, algunas personas recomiendan meterlo al horno por unos 15 minutos a 200 °C, hasta que se escuche un ruido, como un método para que se desprenda con facilidad la pulpa.

Si no está muy seco el coco, la piel marrón que recubre la pulpa es suave y se puede comer. 
El coco contiene grasa que resulta algo indigesta si se abusa, tanto de la pulpa como de la leche y el agua del coco.
Pulpa madura
Se puede consumir cruda, entera o rallada; o bien asada, formando parte de diversas preparaciones culinarias.
Pulpa gelatinosa: se obtiene de los cocos aún verdes. 
Se come con una cuchara, una vez abierto el coco. Contiene los mismos nutrientes que el coco maduro pero en menor concentración. 
Agua de coco
El agua de coco no puede encontrarse en un coco maduro de color marrón, pero sí que se encuentra en la cavidad central de un coco verde fresco, y posee un sabor más peculiar y único que la leche de coco. De un coco verde se pueden extraer entre 250 y 500 mililitros de agua de coco.
Leche de coco
La leche se obtiene exprimiendo la pulpa del coco una vez triturada. Se le puede agregar agua o leche y se toma como refresco o se añade a batidos de frutas u otros platos. El coco constituye un ingrediente básico en la cocina exótica y en el curry asiático, suaviza el sabor de las guindillas.
Manteca de coco
Muy apreciado en las cocinas orientales, se conoce también como santen o santan.
Aceite de coco
Se extrae de la copra o pulpa seca de coco, se utiliza en la elaboración de algunos productos de repostería industrial envasada y snacks por su bajo coste y buen resultado.
Arroz con coco
Se toma la pulpa de coco y se ralla o se licúa con un poco de agua. Luego se prensa para obtener la leche de coco y se cuela. Se desecha el bagazo y la leche se pone a cocinar a fuego alto hasta que salga el aceite. A este aceite se le agrega 1 1/2 medidas de agua por medida de arroz y sal al gusto. Se pone a cocinar a fuego alto hasta que el agua seque. Posteriormente se tapa y se baja el fuego al mínimo durante media hora.
Tuba (bebida)
Bebida alcohólica
Coco rallado
Se seca y se ralla y se espolvorea por encima en pastelería.

### Propiedades nutritivas
| Composición por 100 g de porción comestible | Composición por 100 g de porción comestible |
| ------------------------------------------- | ------------------------------------------- |
| Calorías                                    | 351                                         |
| Grasas (g)                                  | 36                                          |
| Hidratos de carbono (g)                     | 3.9                                         |
| Fibra (g)                                   | 10.5                                        |
| Potasio (mg)                                | 405                                         |
| Magnesio (mg)                               | 52                                          |
| Vitamina E (mg)                             | 0.7                                         |
| Vitamina C (mg)                             | 2                                           |
| Ácido fólico (mcg)                          | 26                                          |
| mcg = microgramos                           |                                             |

La composición del coco varía a medida que este madura. La grasa constituye el principal componente tras el agua y es rica en ácidos grasos saturados (88.6 % del total), por lo que su valor calórico es el más alto de todas las frutas. Aporta una baja cantidad de hidratos de carbono y menor aun de proteínas. Así mismo, el coco es rico en sales minerales que participan en la mineralización de los huesos (magnesio, fósforo, calcio) y en potasio. En cuanto a otros nutrientes, destaca su aporte de fibra, que mejora el tránsito intestinal y contribuye a reducir el riesgo de ciertas alteraciones y enfermedades. El magnesio se relaciona con el funcionamiento de intestino, nervios y músculos, forma parte de huesos y dientes, mejora la inmunidad y posee un suave efecto laxante. El fósforo participa en el metabolismo energético. El potasio es necesario para la transmisión y generación del impulso nervioso, para la actividad muscular normal e interviene en el equilibrio de agua dentro y fuera de la célula. Destaca además su contenido de vitamina E, de acción antioxidante y de ciertas vitaminas hidrosolubles del grupo B, necesarias para el buen funcionamiento de nuestro organismo. 
El coco es un fruto muy aromático y de sabor intenso y agradable. Teniendo en cuenta sus propiedades nutritivas, su consumo ocasional y en cantidades moderadas, se considera adecuado para todos los segmentos de la población sana: niños, jóvenes, adultos, deportistas, mujeres embarazadas, madres lactantes y personas mayores. 
El coco es una fruta que enriquece nuestra alimentación en sustancias nutritivas, sabores, aromas y en gran cantidad de platos de nuestra gastronomía.
La fibra del mismo al ser soluble,previene o mejora el estreñimiento, contribuye a reducir las tasas de colesterol en sangre y al buen control de la glucemia (niveles de azúcar en la sangre) en la persona que tiene diabetes. Por su alto valor energético, deben moderar su consumo las personas que tienen exceso de peso y por su elevado aporte de potasio, no se aconseja a quienes tienen insuficiencia renal y requieren de una dieta controlada en dicho mineral. Sin embargo, quienes toman diuréticos y las personas con bulimia se beneficiarán de su consumo, ya que en el coco abunda dicho mineral. 
El agua de coco es el líquido que se halla en el interior de la pulpa; cuanto menos maduro esté el fruto más abundante será y también más rico en nutrientes. Se considera una bebida isotónica natural, siendo muy apreciada en los países tropicales donde se toma extrayéndolo directamente del fruto.
La copra es el aceite que se obtiene del fruto, seco y reducido a trozos. La grasa de copra contiene un 65% de aceite. Por saponificación e hidrogenación se obtiene manteca y aceite de coco (grasas hidrogenadas y saturadas).

## Otros usos
Aplicaciones del coco:

Sección de un coco maduro.

- Industria: la copra se usa como materia prima para la extracción de aceite de uso alimenticio. El hueso que cubre la copra se emplea para producir carbón y carbón activado o como combustible para calderas.
- Ganadería: la harina de coco es un subproducto de la extracción del aceite y se usa como alimento para el ganado. Las hojas se emplean como forraje para el ganado vacuno en épocas de escasez.
- Agricultura: el polvo de la estopa se usa en suelos arenosos ya que mejora la retención de agua y la textura del suelo. Además, los productos residuales de la extracción del aceite se utilizan para preparar abonos orgánicos. La fibra de coco puede usarse como sustrato hortícola alternativo en el cultivo sin suelo.
- Construcción: la madera se emplea para la fabricación de casas, puentes y granjas y las palmas, en techos. Con la corteza también se elaboran muebles.
- Artesanía: las palmas se usan para hacer canastas, sombreros, alfombras, etc. La concha se emplea para fabricar botones, cucharas, adornos, etc. La fibra, resistente al agua de mar, se utiliza para cables y aparejos de naves, hacer mantas y bolsos o incluso escobas y cepillos.
- Medicina: por su potencial acción antiséptica y diurética, en muchos países tropicales se emplea como remedio popular contra el asma, la bronquitis, contusiones, quemaduras, estreñimiento, disentería, tos, fiebre, gripe, etc.[cita requerida]
- Ecología: la presencia de estos árboles contribuye a la regulación del microclima y a la protección de los suelos.
- Turismo: los cocoteros constituyen los paisajes costeros y embellecen las playas.
- Jardinería: en las calles o como plantas de interior; también con la madera del tronco se hacen macetas.